# Ecuadorianska självständighetskriget
Ecuadorianska självständighetskriget utkämpades åren 1820-1822 mellan å ena sidan olika sydamerikanska arméer, och å andra sidan  Spanien, och handlade om kontroll över de områden som tillhörde Real Audiencia de Quito, en spansk kolonial enhet som senare kom att bli Ecuador. Kriget slutade med nederlag för Spaniens soldater i slaget vid Pichincha den 24 maj, vilket ledde till självständighet för hela Presidencia de Quito.
Kriget ingick i Spanskamerikanska självständighetskrigen, som utkämpades under första halvan av 1800-talet.